# Labidomera
Labidomera é um gênero de artrópode pertencente à família Chrysomelidae.

## Espécies
- Labidomera maya Daccordi & Lesage, 1999
- Labidomera olmeca Daccordi & Lesage, 1999